# Porsche 959
Porsche 959 är en sportbil, tillverkad av den tyska biltillverkaren Porsche mellan 1986 och 1993.

## Bakgrund

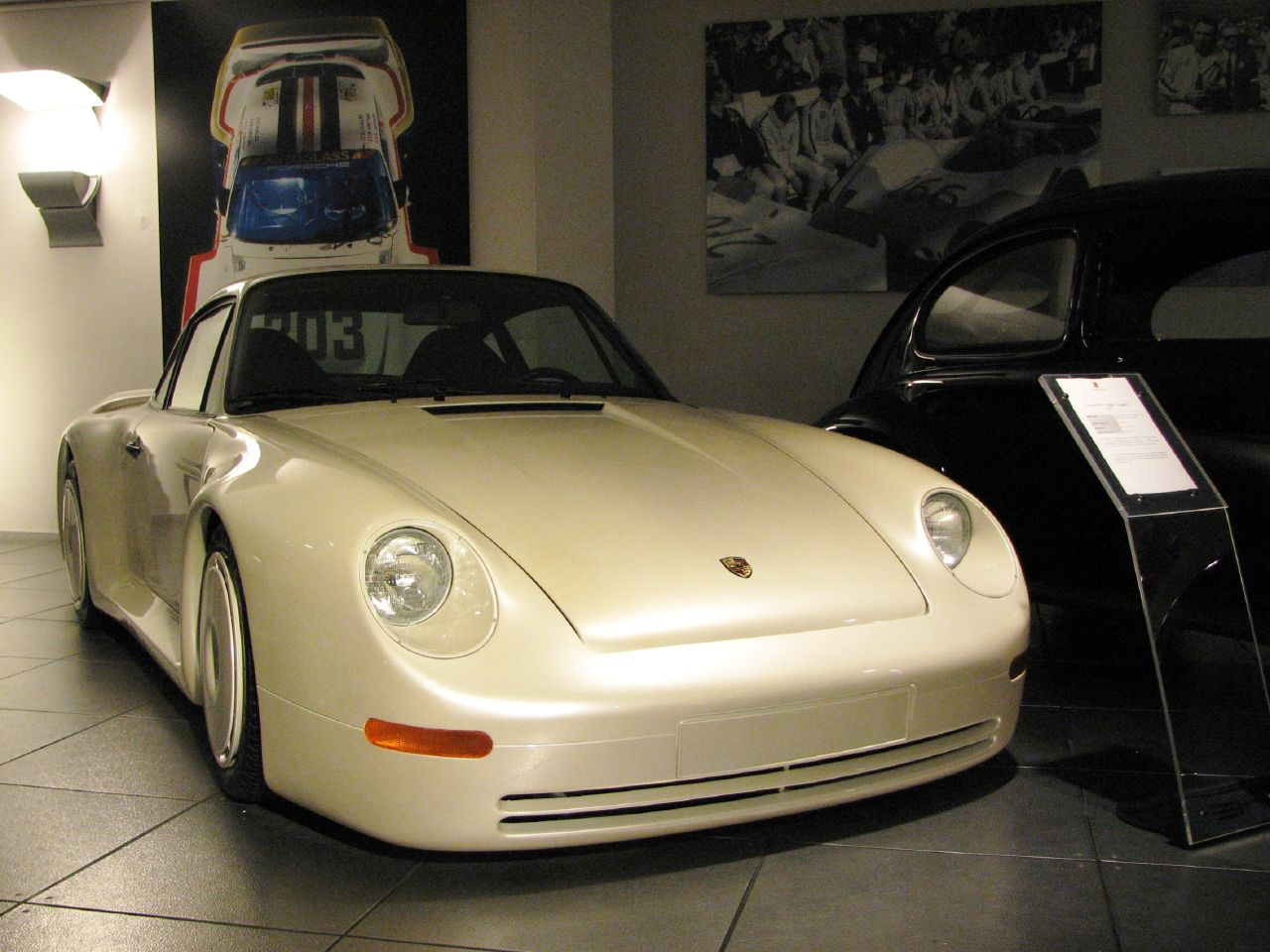
Porsche Gruppe B

Under sjuttiotalet satsade Porsche sina resurser på frontmotor-bilar, medan 911:an lämnades utan uppdateringar. Avsikten var att med tiden ersätta den gamla svansmotor-modellen, men kunderna ville annorlunda och efterfrågan var fortsatt hög. Efter förändringar i företagsledningen hösten 1980 beslutade Porsche att lyssna på kunderna och åter satsa på 911:an. För att visa att man menade allvar utvecklades en ny tävlingsbil enligt FIA:s nya Grupp B-reglemente, baserad på 911:an.
På bilsalongen i Frankfurt hösten 1983 visade Porsche upp en prototyp, kallad Porsche Gruppe B. Två år senare, på Frankfurtsalongen 1985, presenterades produktionsbilen 959 och Porsche meddelade att man hade för avsikt att bygga de 200 bilar som reglementet krävde, plus ytterligare 20 stycken att använda i företagets tävlingssatsningar. Produktionen fördröjdes dock av en osedvanligt lång utvecklingstid, bland annat med deltagande i Dakarrallyt och den första bilen levererades inte till kund förrän våren 1987. Då hade FIA redan hunnit avskaffa Grupp B-reglementet.

## Porsche 959

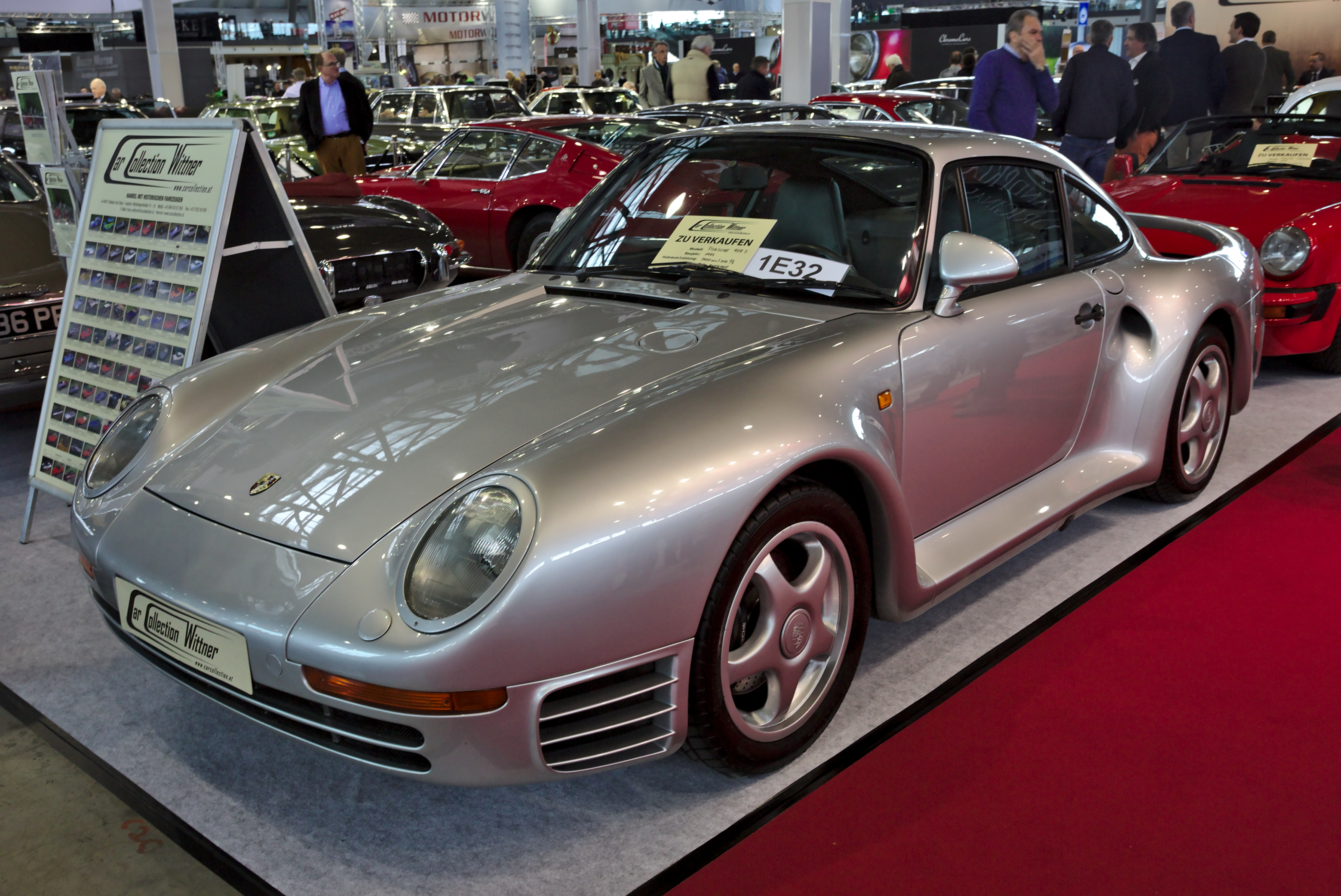
Porsche 959 S.

Porsche 959 var visserligen baserad på 911:an, men hade inte mer än grundkarossen gemensam med den äldre bilen. Dörrar och frontlucka var gjorda av aluminium, medan fram- och bakparti var gjorda av olika kompositer. 959:an var dåtidens snabbaste produktionsbil och aerodynamiken förbättrades med ett omfattande spoilerpaket.
Hjulupphängningarna var av racingmodell, med dubbla tvärlänkar och skruvfjädrar runt om. Bromsarna hämtades från Porsche 930, med större skivor fram.
Motorn härstammade från tävlingsbilen 956 och hade luftkylt motorblock. Cylindertopparna var vätskekylda och hade dubbla överliggande kamaxlar och fyra ventiler per cylinder. Motorn hade två turboaggregat, där det ena laddade hela tiden, medan det andra började trycka in extraluft i cylindrarna först över 4000 v/min.
För att få ner kraften i backen hade 959:an ett mycket avancerat fyrhjulsdrivningssystem, där föraren kunde variera kraftfördelningen mellan fram- och bakaxel beroende på vägförhållandet.
Bilen såldes i två utföranden: ”Komfort”, med all tillgänglig utrustning och ”Sport”, där man sparat in 100 kg på totalvikten genom att ta bort all komfortutrustning. Eftersom klassen bilen var avsedd att tävla i försvunnit under utvecklingstiden, valde nästan alla kunder den fullutrustade versionen.

### Tekniska data

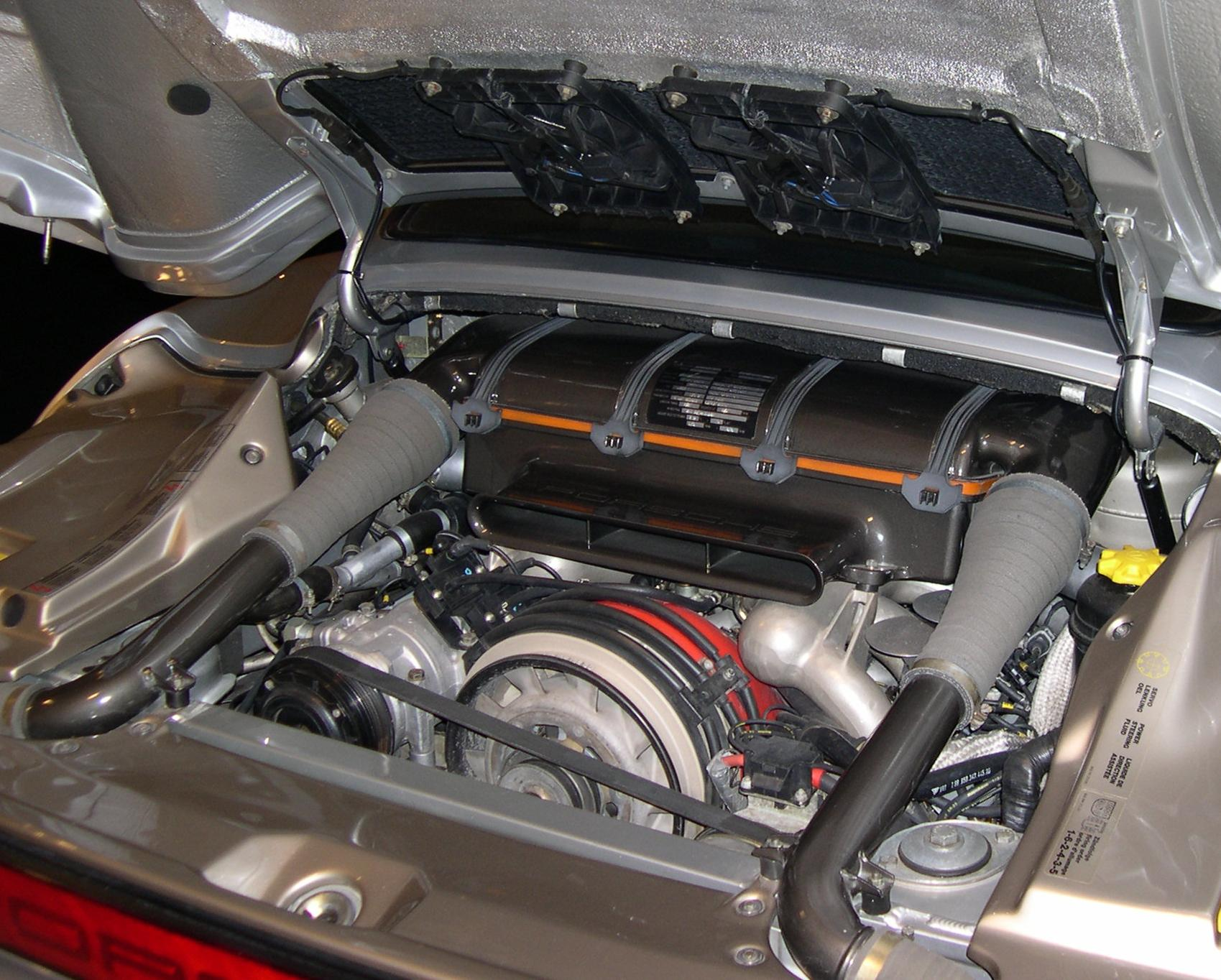
Boxersexan med dubbla turbo.

### Tekniska data[1]
| Porsche 959:                 |                                                                            |
| ---------------------------- | -------------------------------------------------------------------------- |
| Motor:                       | 6-cyl boxermotor med biturbo                                               |
| Cylindervolym:               | 2847 cm³                                                                   |
| Borrning x slaglängd:        | 93 x 70,4 mm                                                               |
| Max effekt vid varvtal:      | 450 hk vid 6 500 v/min                                                     |
| Litereffekt:                 | 158 hk/l                                                                   |
| Max. vridmoment vid varvtal: | 500 Nm vid 5 500 v/min                                                     |
| Kompression:                 | 8,3:1                                                                      |
| Ventilstyrning:              | Dubbla överliggande kamaxlar per cylinderrad                               |
| Kylning:                     | Luftkylning, cylinderhuvuden med vätskekylning                             |
| Kraftöverföring:             | 6-växlad växellåda, fyrhjulsdrift                                          |
| Bromsar:                     | Ventilerade skivbromsar, ABS                                               |
| Hjulupphängning fram:        | Dubbla tvärlänkar, skruvfjädrar                                            |
| Hjulupphängning bak:         | Dubbla tvärlänkar, skruvfjädrar                                            |
| Kaross:                      | Självbärande stålkaross med komponenter av komposit (kevlar) och aluminium |
| Spårvidd farm/bak:           | 1504/1549 mm                                                               |
| Hjulbas:                     | 2272 mm                                                                    |
| Hjul:                        | Magnesiumfälgar (fram: 235/45 VR17, bak: 255/40 VR17) med däcktryckssensor |
| Längd x bredd x höjd:        | 4260 x 1840 x 1280 mm                                                      |
| Bränsletank:                 | 85 l                                                                       |
| Tomvikt:                     | 1450 kg (1350 kg för lättviktsversionen)                                   |
| Topphastighet:               | 317 km/h                                                                   |
| Acceleration 0 – 100 km/h:   | 3,7 s                                                                      |
| Acceleration 0 – 200 km/h:   | 13,3 s                                                                     |

## Motorsport

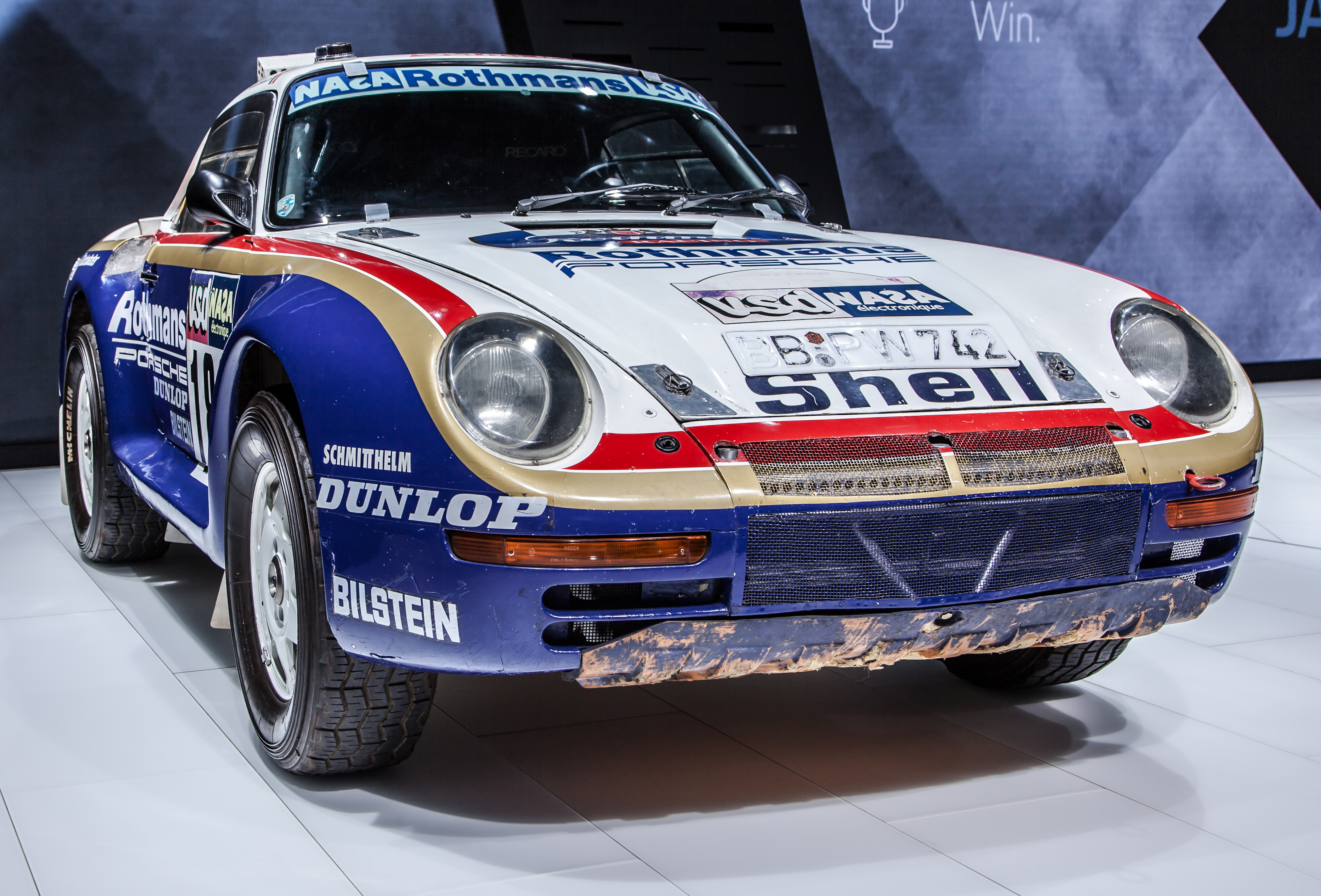
Porsche 959 Paris-Dakar

Porsche valde att utveckla bilen genom att delta i olika rallyn, främst Dakarrallyt. 1984 körde man med 911:or, utrustade med 959:ans fyrhjulsdrift. Jacky Ickx och Claude Brasseur vann tävlingen, med en systerbil på sjätte plats. Året därpå återkom man med tre bilar i full 959-specifikation, men resultatet blev en besvikelse då alla bilar föll bort en efter en. Men Porsche kom tillbaka 1986, då René Metge och Dominic Lemoyne vann, med Jacky Ickx och Claude Brasseur på andra plats.
Porsche tänkte dock inte på rallyn i första hand och utvecklade istället racing-varianten 961. Den vann sin klass på Le Mans 24-timmars 1986, genom René Metge och Claude Ballot-Léna och slutade sjua totalt.

### Fotnoter
1. ↑  Tyska Wikipedia, hämtad 2008-05-15
2. ↑  QV500.com, hämtad 2008-05-15 Arkiverad 22 juni 2008 hämtat från the Wayback Machine.
3. ↑  QV500.com, hämtad 2008-05-15 Arkiverad 15 oktober 2007 hämtat från the Wayback Machine.